# 眼紋直口非鯽
眼紋直口非鯽，為輻鰭魚綱鱸形目隆頭魚亞目慈鯛科的其中一種，被IUCN列為易危保育類動物，分布於非洲坦尚尼亞西部Luiche河流域，體長可達9.1公分，棲息流動快速的小溪流，以植物為食，生活習性不明。

## 擴展閱讀
維基物種上的相關：眼紋直口非鯽